# Commedia dell’arte

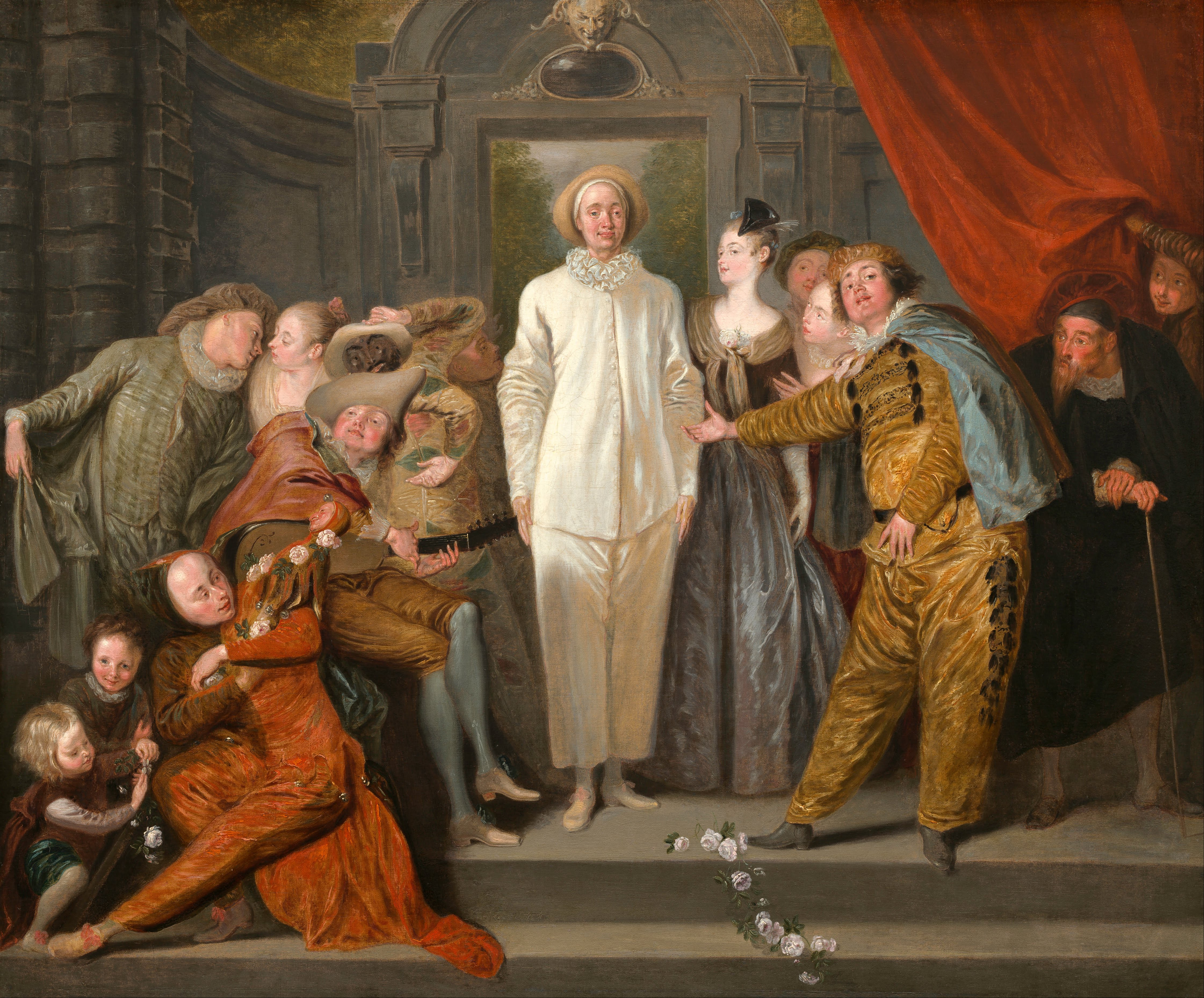
„Komedianci włoscy” Antoine Watteau

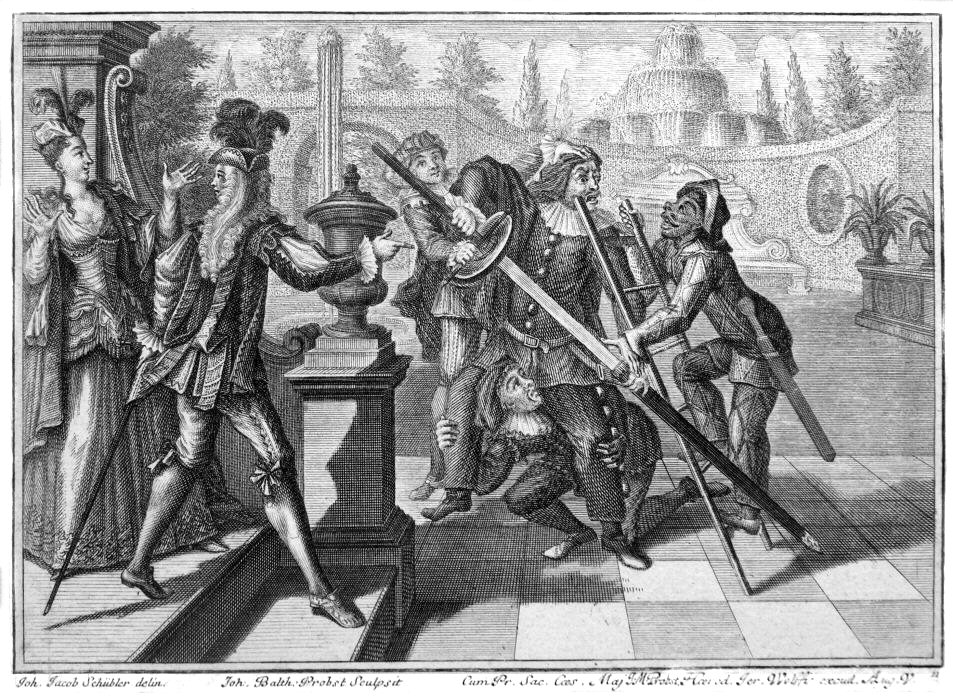
Komedia włoska z udziałem Scaramuccia

Commedia dell’arte (st. wł. „komedia aktorska”, „teatr zawodowy”, „komedia zawodów”, także commedia italiana – „komedia włoska”, commedia all’improvviso – „komedia improwizowana” lub commedia a soggetto – „komedia ze scenariuszem”) – komedia ludowa, powstała we Włoszech w połowie XVI wieku, wywodząca się z tradycji antycznego mimu, rzymskiej pantomimy i błazeńskich popisów średniowiecznych histrionów. Komedia, w której niezwykle ważną rolę odgrywała plastyka. Stanowiła ona nieodłączną część tego zabawnego przedsięwzięcia. Powtarzalność postaci scenicznych w każdym scenariuszu doprowadziła do utrwalenia się pewnych komicznych typów, o charakterystycznym wyglądzie i zachowaniu, zwanych maskami i w maskach często występujących.
Rozwijająca się równolegle, choć w opozycji, do elitarnego dramatu humanistycznego, a szczególnie do komedii zwanej erudita (uczona), commedia dell’arte opierała się w dużej mierze na zasadzie improwizacji. Aktorzy, biorąc sobie za kanwę szkicowy scenariusz, swobodnie improwizowali, wymyślali teksty stosowne do sytuacji, tworzyli zabawne gagi, zwane wówczas lazzi, popisywali się sztuczkami zręcznościowymi. Novum stanowiło dopuszczenie na scenę kobiet. Najważniejsze typowe postacie to: dwóch starców, mistrzów – Pantalone i Dottore, dwóch służących Arlekin i Brighella, pokojówka Kolombina i Kapitan (kapitan jest też mistrzem).

## Analiza typowych postaci
Istnieje wyraźny związek pomiędzy ich grupami. Arlekin ma wyraźnych przodków podobnie jak Brighella. Z Dottore, Capitano i Pantalone spotkać się można już w dawniejszych czasach, a młody kochanek, heroina i starzec stanowią typy szablonowe. Maski, jakie różne postacie nosiły na scenie, przypominają pod wieloma względami maski starożytne. Oczywiście ich tradycja podlegała wpływom ubocznych nurtów, wywodzących się z mody narodowej albo z charakteru epoki.
Postacie scenerii tej improwizowanej komedii dzielą się ściśle na maski „poważne” i maski „komiczne”.

### Maski poważne
- Comico innamorato
- Comica innamorata
- Cantarina
- Kolombina
- Pierrot

### Maski komiczne
- Arlekin
- Brighella
- Scapino
- Poliszynel (Pulcinella)
- Capitano (Kapitan)
- Scaramuccia
- Pantalone
- Dottore

## Typy sceny
Jednym z typów sceny commedia dell arte była estrada pod gołym niebem z zawieszonym z tyłu nieozdobnym płótnem. Czasami projektowano mniej prowizoryczne teatry na wolnym powietrzu. Najczęściej jednak miejscem przedstawienia był typowy teatr okresu odrodzenia z konwencjonalną dekoracją uliczną, zmianami i metamorfozami na scenie.

## Rozwój teatru renesansowego
Nowe teorie dotyczące teatru i sceny skrystalizowały się w słynnej Architettura Serlia z 1551 roku. Nowe poglądy i teorie oparte jedynie o tradycję antyczną stworzyły nowe możliwości, jakich nie znało średniowiecze. W pierwszych teatrach renesansowych widzowie siedzieli pod zasłonami. Była tam scena wysoka na pięć stóp. Ćwierć wieku później pojawił się front sceny podzielony na pięć przedziałów za pomocą czterech kolumn ze złotymi podstawami i głowicami. W każdym przedziale znajdowało się wyjście wielkości drzwi w prywatnych domach. Dolną część frontu zdobiły cztery fryzy. W drzwiach sceny umieszczone były portiery ze złotej materii.
Całe proscenium było okryte kobiercami i miało pośrodku ozdobny ołtarz. Szybko wzrosła okazałość widowisk i eksperymentów. Pojawiły się Raj z gwiazdami i innymi kołami i prospekt z czterema zamkami malowany przez Niccolò del Cogo.

### Fin i Bernardin Marsigli
Jeszcze później wystawiono rzymskie komedie, w których pojawiły się potężne budowle z blankami wykonane przez Fina i Bernardina Marsigli. W przedstawieniach tego czasu pomost sceniczny miał od czterech do pięciu stóp wysokości. Artyści prześcigali się w pomysłach na jak najbardziej nowatorską dekorację. W pierwszym okresie rozwoju scenerii była ona stała. Składała się z wyżej wymienionych pięciu kolumn, często podtrzymujących cztery łuki pełne, przy czym przestrzeń między kolumnami była zamknięta przez kurtyny, które można było odsuwać i poza którymi znajdowały się małe pokoiki z oknami w głębi. Każdy przedział oznaczał inny dom jednej z postaci. Z boków proscenium umieszczone były dwa posążki symbolizujące Feba i Libera. Całość znajdowała się na prostym pomoście scenicznym na kozłach. Informacje te przetrwały dzięki drzeworytom Terencjusza.
Klasycyzm ukazany tutaj nie mógł być jednak posagiem greckich tradycji, gdyż tak naprawdę o scenie greckiej współcześni nie wiedzieli nic aż do 1484, stąd widoczna w drzeworytach klasyczna interpretacja praktyki średniowiecznej. Budowa sceny zmieniła się gdy wydano Witruwiusza, czyli wiadomości o proporcjach i konstrukcjach greckich i rzymskich budowli. Współcześni podchwycili półkolisty układ widowni, ale jakby nie zauważając amfiteatralnego aspektu tej budowli. Ówczesny humanista był położony w nieciekawej sytuacji, nie znając do końca koncepcji budowli – case starożytnej, pamiętając o wciąż jeszcze funkcjonujących mansjonach średniowiecznych wymyślił formę, która łączyła w sobie te dwie tradycje. Plan przedstawiał półkolistą widownię, orchestrę, dalej aula regia – budynki przed forum – czyli wolną przestrzenią. Z boków natomiast, na kwadratowej przestrzeni zwanej hospitaliami znajdowały się dwie trójkątne machiny do każdej akcji lub sceny. Plan ten zdradza dążenie po omacku do prawdy o teatrach czasów klasycznych.

### Perspektywa
Ważnym elementem sceny renesansowej była perspektywa – element badany przez wiele tęgich umysłów szesnastego wieku, począwszy od Brunelleschiego do Leonarda da Vinci. Usiłowano nauczyć się, w jaki sposób można najbardziej realistycznie przedstawić kształty natury widziane ludzkim okiem. Pierwsze znane z opisów malowidło teatralne, w którym Pellegrino da Udine użył perspektywy, znajdowało się w Ferrarze, a jego powstanie datuje się na 1508 rok. Przedstawiało ono krajobraz małego miasteczka z domami, kościołami, wieżami i ogrodami. Dekoracje teatralne były tak samo ważną dziedziną sztuki, jak każda inna jej odmiana. Nie poświęca im się jednak tyle samo uwagi, chociaż przecież nawet tak wielki twórca, jak Mantegnia nie wstydził się namalować Triumfu Cesarskiego i Triumfu Petrarki wśród dekoracji sprawiającej wrażenie stałej budowli antycznej, pełnej piękna, jak na to wskazuje relacja Sigismondo Cantelino z przedstawień mantuańskich.

### Sebastiano Serlio
Sebastiano Serlio zaprojektował półkolistą widownię i scenę według nowego planu. Z przodu wydzielił płaskie podium, z tyłu natomiast scenę, mocno nachyloną dla lepszego ustawienia dekoracji. Podzielił inscenizację na trzy typy odpowiadające komedii, tragedii i sztukom satyrowym. Dekoracja komediowa ma zwykłe domy z domem kurtyzany na pierwszym planie. Tragedia wyposażona jest w piękne pałace. Dramat satyrowy to wiejski krajobraz, drzewa, gaje i domki. Te rozmaite dekoracje współcześni musieli uzyskiwać przez racjonalne łączenie wybudowanych case z malowidłami na płótnie. Z tyłu nachylonej sceny znajdowało się płócienne tło malowane perspektywicznie. Domy najbliżej widza musiały mieć minimum dwa boki, aby dawały wrażenie brył. Cała ta dekoracja stanowiła jednak tylko tło dla aktorów, gdyż grali oni nie na scenie, ale na poziomej części przed nią. Tradycja ta zaraziła swym nowatorstwem także Anglię i Francję i przewijała się przez te środowiska nawet w siedemnastym wieku. Zachowała się jednak w koncepcji Serlia średniowieczna platea, czyli otwarta przestrzeń na przedzie sceny, a cała akcja rozgrywała się pod gołym niebem.

### Vincenzo Scamozzi
Dekoracjami Serlia były budowle prowizoryczne z łat i płótna, odbiegające pod tym względem od konwencji teatru rzymskiego. Byli jednak ludzie, którzy pragnęli wprowadzić do nowożytnego świata stałą scenę. Zdobyto nową wiedzę o scenie klasycznej, którą wyraził Andrea Palladio w Teatro Olimpico w Vicenzy. Teatr ten zaczęto budować 1580 roku, jednak w tym roku zginął główny architekt i jego dzieło przejął Vincenzo Scamozzi.
Kształtem widowni była połowa elipsy, a nie jak można się było już przyzwyczaić półkole. Powód zastosowania takiego kształtu był prosty – lepsza widoczność. Ogólnie jednak zastosowano się do planu klasycznego z orchestrą między frontem sceny i najniższym rzędem miejsc. Pulpitum – scena właściwa była prostokątna długa i wąska. Poza nią było proscenium – ozdobna fasada architektoniczna, która w dole miała cztery wnęki, sześć posągów, nad nimi płyty z płaskorzeźbami i malowane sklepienie. Na wprost widowni znajdował się wielki otwarty łuk mający po bokach dwoje mniejszych drzwi. Z boków zamykały scenę ściany ustawione pod prostym kątem do właściwego proscenium i również przebite drzwiami, nad którymi mieściły się loże, przeznaczone zarówno do akcji sztuki, jak i dla widzów.
Scamozzi wpadł na pomysł zrobienia perspektywicznych alei przy każdym łuku – ulic prowadzących do dziedzińca. Dzięki temu dwie postacie wchodzące z różnych stron nie widziały się i nie słyszały. Teatr Olimpico stanowił natchnienie dla późniejszych teatrów europejskich.

### Teatro Farnese
Teatro Farnese w Parmie zrobił ważny krok naprzód w rozmieszczeniu widowni. Układ półkolisty ograniczał się tam do tej części teatru, która mieściła się najdalej od sceny, a siedzenia ciągnęły się dalej pod prostym kątem od średnicy półkola aż do przedniej części sceny. Na wprost widowni wznosiło się dość długie podium, ale zamiast rzeźbionej fasady w głębi, jak to miało miejsce w Teatro Olimpico, znajdował się najwcześniejszy z łuków prosceniowych. Poza nim rozciągała się głębia sceny. Układ ten dawał możliwość zmiany dekoracji. Powstał kolejny, trzeci, nowy typ teatru renesansowego.

### Niccola Sabbatini
Przed scenografami ukazały się nowe możliwości. Zaczęto szukać coraz to nowszych sposobów szybkiej zmiany dekoracji. Włoski architekt Niccolò Sabbatini (1574–1654) spisał trzy metody zmiany scenerii używane w tamtych czasach.
Jedną z nich jest periaktoi – konstrukcja, której podstawą jest równoramienny trójkąt i na każdym boku maluje się różne sceny. Ten trójkąt, można obracać, jeśli nawinie się linę wokół podstawy i przeciągnie do kołowrotu pod sceną.
Obok tego istnieje jeszcze drugi sposób, przy zastosowaniu którego domy są prezentowane z dwóch stron. Pozostałe boki są wykonane i pomalowane odmiennie i schowane z tyłu domów pokazywanych widowni. Kiedy trzeba zmienić dekoracje, wysuwa się je szybko przed tamte.
Trzeci sposób polega na przygotowaniu płócien rozmaicie malowanych, które można odczepiać od ram, na których się je rozpina. Sabbatini daje wskazówki, jak można zmieniać dekorację tylną: wykonywano ją z dwóch części, tak by połówki dało się dowolnie rozsuwać i zsuwać.
W commedia dell’arte w rozmaity sposób concertatori trupy dążyły do nowości stwarzając zadziwiające efekty, innym zaś razem pokazując swej widowni scenerie, które nowoczesnemu widzowi wydawały się być dość ubogie i prymitywne.

## Wpływy commedii dell’arte
Włoska commedia dell’arte przeniknęła do innych krajów Europy, zwłaszcza do Francji. W Polsce wystawiano ją między innymi na dworach Władysława IV i Jana Sobieskiego. Znany jest także epizod wystawienia commedii dell’arte z 1666 roku, a więc jeszcze pod panowaniem Jana Kazimierza (zob. A. Sajkowski, Teatr Jana Kazimierza, [w:] „Pamiętnik Teatralny”, t. 13, nr 3, 1964). Gatunek ten miał wpływ na twórczość wielu dramaturgów jak Moliera, Jonsona, Gozziego czy Goldoniego. W dwudziestym wieku nawiązywali do niego nowatorzy teatru: Craig, Jewreinow i Meyerhold. W polskiej literaturze postacie zamaskowanych aktorów pojawiają się m.in. w „Marii” (1825) Antoniego Malczewskiego i w „Wyzwoleniu” (1903) Stanisława Wyspiańskiego.